# Длуґі-Конт (Мазовецьке воєводство)
Длуґі-Конт (пол. Długi Kąt) — село в Польщі, у гміні Леліс Остроленцького повіту Мазовецького воєводства.
Населення — 273 особи (2011).
У 1975-1998 роках село належало до Остроленцького воєводства.

## Демографія
Демографічна структура станом на 31 березня 2011 року:
|          | Загалом | Допрацездатний вік | Працездатний вік | Постпрацездатний вік |
| -------- | ------- | ------------------ | ---------------- | -------------------- |
| Чоловіки | 138     | 36                 | 85               | 17                   |
| Жінки    | 135     | 35                 | 73               | 27                   |
| Разом    | 273     | 71                 | 158              | 44                   |